# Grarup Sogn
Grarup Sogn er et sogn i Haderslev Domprovsti (Haderslev Stift).
Grarup Sogn har været anneks til Sønder Starup Sogn. Begge sogne hørte til Haderslev Herred i Haderslev Amt. De var hver sin sognekommune, da de ved kommunalreformen i 1970 blev indlemmet i Haderslev Kommune.
I Grarup Sogn ligger Grarup Kirke.
I sognet findes følgende autoriserede stednavne:
- Grarup (bebyggelse, ejerlav)
- Barkholt (stor landbrugsejendom)
- Grarup Sø (vandareal)
- Hejsager Strand (bebyggelse)
- Neder Hejsager (bebyggelse)
- Over Hejsager (bebyggelse)
- Solkær (bebyggelse)
- Stenderup (bebyggelse)
- Stenderup Ris (areal)

## Afstemningsresultat
Folkeafstemningen ved Genforeningen i 1920 gav i Grarup Sogn 149 stemmer for Danmark, 6 for Tyskland. Af vælgerne var 56 tilrejst fra Danmark, 7 fra Tyskland. 